# Rebecca Quick
Rebecca Quick (ur. 18 lipca 1972) – amerykańska prezenterka i dziennikarka telewizyjna, współprowadząca Squawk Box, finansowy program informacyjny w stacji CNBC.

## Wczesne lata
Quick dorastała w stanach Indiana, Teksas i Oklahoma, gdyż jej ojciec geolog i jego rodzina często zmieniała miejsce zamieszkana ze względu na „boom” w branży olejowej. Rodzina ostatecznie osiadła w Medford w New Jersey.

## Edukacja i kariera
Quick ukończyła Rutgers University w 1993 z tytułem BA w zakresie nauk politycznych. Była redaktorem naczelnym gazety „The Daily Targum”. Jako studentka Quick zdobyła Times Mirror Fellowship przyznawaną przez Journalism Resources Institute at Rutgers. Zanim została zatrudniona w CNBC, pisała na tematy ekonomiczne do „The Wall Street Journal” i pomogła otworzyć stronę internetową gazety w kwietniu 1996. Quick pracowała jako redaktor strony internetowej International News, nadzorując dział spraw zagranicznych.

## Życie osobiste
W 2006 mieszkała w Haworth w New Jersey ze swoim mężem, programistą komputerowym. Obecnie jest zamężna z producentem wykonawczym Squawk Box, Matthew Quayle’em (od 2008). 15 sierpnia 2011 CNBC podało, że Quick urodziła syna, Kyle’a Nathaniela Quayle’a.